# Davindelinden
Davindelinden er et lindetræ, som er plantet i den fynske landsby, Davinde, da byjorden var udskiftet i 1816. Beboerne ønskede at fastholde skikken med et bystævne og opstillede flere sten rundt om det nyplantede træ. Træet bliver endnu i dag klippet af byens borgere på Sankthansaften den 23. juni for at bevare den valgte, kuplede form.

## Eksternt link
- Fynske bystævner Arkiveret 12. oktober 2007 hos  Wayback Machine

55°20′22.0″N 10°32′33.6″Ø / 55.339444°N 10.542667°Ø